# Instituto de Estudios Regionales de la Universidad de Antioquia
El Instituto de Estudios Regionales -INER- es una unidad académica de la Universidad de Antioquia -UdeA-, fundada en 1989, se encuentra ubicado en la Ciudad Universitaria, campus ubicado en la ciudad colombiana de Medellín. Se dedica a investigar, analizar, interpretar, debatir y difundir con rigor académico temas y problemas sociales, políticos, culturales, económicos, ambientales e históricos de la realidad regional y territorial de Colombia, para contribuir a la comprensión y solución de los mismos. El Instituto se ha especializado en investigación básica, asesorías, consultorías y programas de posgrado y educación continuada.

## Investigación

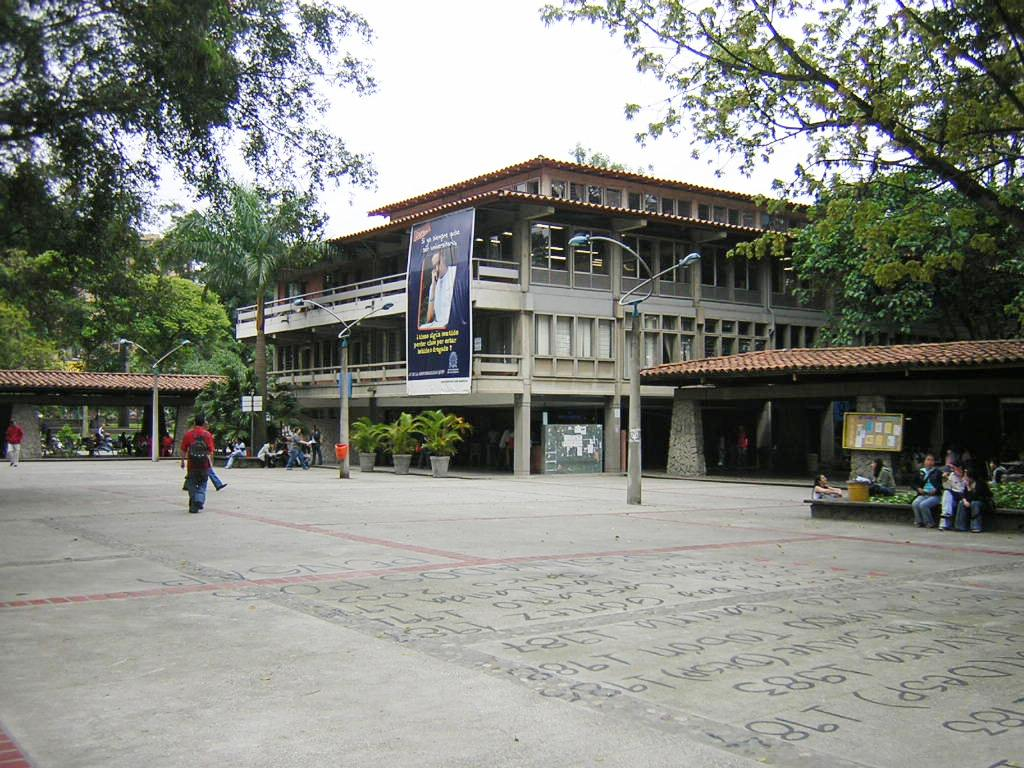
Bloque 9 sede del Instituto.

Grupos de investigación con los que cuenta el Instituto.
- Grupo interdisciplinario sobre Conflictos y Violencias: Este grupo fue creado en octubre de 1998 tiene como finalidad ser un medio interdisciplinario de investigación, con reconocimiento académico y científico, que analiza, interpreta, comprende y somete a la discusión pública la problemática de los conflictos y las violencias, con el compromiso de aportar a la solución civilizada de los conflictos local, regional y nacional.

- Grupo Estudios del Territorio: Este grupo está clasificado en la categoría A por Colciencias, fue creado en junio de 1997 y tiene como objetivo: 
  - estudiar la dinámica, las características, las formas espaciales y los procesos propios de la configuración, consolidación y transformación del territorio
  - Contribuir al desarrollo teórico y metodológico del campo de estudios del territorio en las dimensiones local, regional y fronteriza y al análisis de los factores que estructuran, dinamizan y obstaculizan el desarrollo regional
  - Aportar al conocimiento de los problemas mayores del territorio nacional colombiano.

- Grupo de investigación Cultura, Violencia y Territorio: Este grupo está clasificado en la categoría A por Colciencias, fue creado en octubre del 2000 y tiene como objetivo: 
  - Profundizar en el análisis y comprensión de la relación cultura/violencia/territorio a partir de reflexiones teóricas, de etnografías y de estudios de caso concernientes al conflicto, la violencia, el género, los estudios socioespaciales, el poder y la exclusión en Colombia.

- Recursos Estratégicos, Región y Dinámicas Socioambientales: Este grupo está clasificado en la categoría B por Colciencias, adelanta investigaciones relacionadas con la explotación de recursos naturales, renovables y no renovables, considerados como estratégicos para el desarrollo económico, social y político de Colombia, y que en contextos multiculturales generan diversas dinámicas socioambientales, afectando y modificando la cotidianidad de las comunidades locales, la salud de los ecosistemas y el bienestar humano.
En ese sentido se formulan y ejecutan proyectos de investigación básica y aplicada, dirigidos al análisis de situaciones ligadas a las prácticas y discursos de los actores afectados e involucrados en la explotación de recursos estratégicos.
El grupo busca posicionarse como grupo de referencia en lo concerniente al análisis de los procesos socioambientales que surgen en el contexto de la explotación de recursos estratégicos.

- Grupo de Investigación Rituales y Construcción de Identidad: Este grupo fue creado en febrero de 2001, tiene como objetivos:
  - Investigar los rituales y su vinculación con procesos de construcción de identidades.
  - Estudiar rituales en sus diversas manifestaciones, contextos culturales, espaciales y culturales.
  - Aportar a la producción teórica sobre el ritual adecuado a las realidades de América Latina.
  - Avanzar en el conocimiento de las manifestaciones rituales de las culturas y grupos locales, regionales y nacionales.

## Programas
Posgrado
- Especialización en Teoría, Métodos y Técnicas de Investigación Social
- Maestría en Estudios Socioespaciales (enlace roto disponible en Internet Archive; véase el historial, la primera versión y la última).